# 平壤地铁100型电车
平壤地铁100型电车是由朝鲜民主主义人民共和国的金钟泰电力机车联合企业为平壤地铁制造的地铁列车，于2016年投入使用。

## 简介
该型列车在朝鲜官方的宣传中声称为“朝鲜自主研发”，其外观相对旧车型而言更加现代化，车内光线更明亮，车门上方设有显示当前运行车站、日期和时间、全线车站图、运行速度、车厢温度和湿度等信息的液晶屏幕，并设有老年人和残障人士专座。

## 历史
2015年7月，朝鲜劳动党总书记金正恩在视察金钟泰电力机车联合企业时，指示要在朝鲜劳动党建党70周年之际，制造一款“朝鲜式的现代化地铁列车”。
2015年10月22日，金正恩再度视察金钟泰电力机车联合企业，并观摩制造完毕的该型列车，随后于当年11月19日晚上指导该型列车的试运行并体验新列车。
2016年1月1日，该型列车的首个车组开始于千里马线投入运营，运营初期该列车每日限时段运行，其他时段和车次仍由旧列车运行。